# Orlando Solar Bears
Orlando Solar Bears je profesionální americký klub ledního hokeje, který sídlí v Orlandu na Floridě. Do ECHL vstoupil v ročníku 2012/13 a hraje v Jižní divizi v rámci Východní konference. Své domácí zápasy odehrává v hale Amway Center s kapacitou 17 353 diváků. Klubové barvy jsou fialová, polární modř, oranžová, zlatá a bílá. Jedná se o farmu klubů Toronto Maple Leafs (NHL) a Toronto Marlies (AHL).

## Přehled ligové účasti
Zdroj:
- 2012–2014: East Coast Hockey League (Jižní divize)
- 2014–2015: East Coast Hockey League (Východní divize)
- 2015– : East Coast Hockey League (Jižní divize)